# Крайен
Крайен (нем. Kreien) — община в Германии, в земле Мекленбург-Передняя Померания.
Входит в состав района Пархим. Подчиняется управлению Эльденбург Любц.  Население составляет 418 человек (на 31 декабря 2010 года). Занимает площадь 24,83 км².
Коммуна подразделяется на 5 сельских округов.